# Onno Zwier van Haren

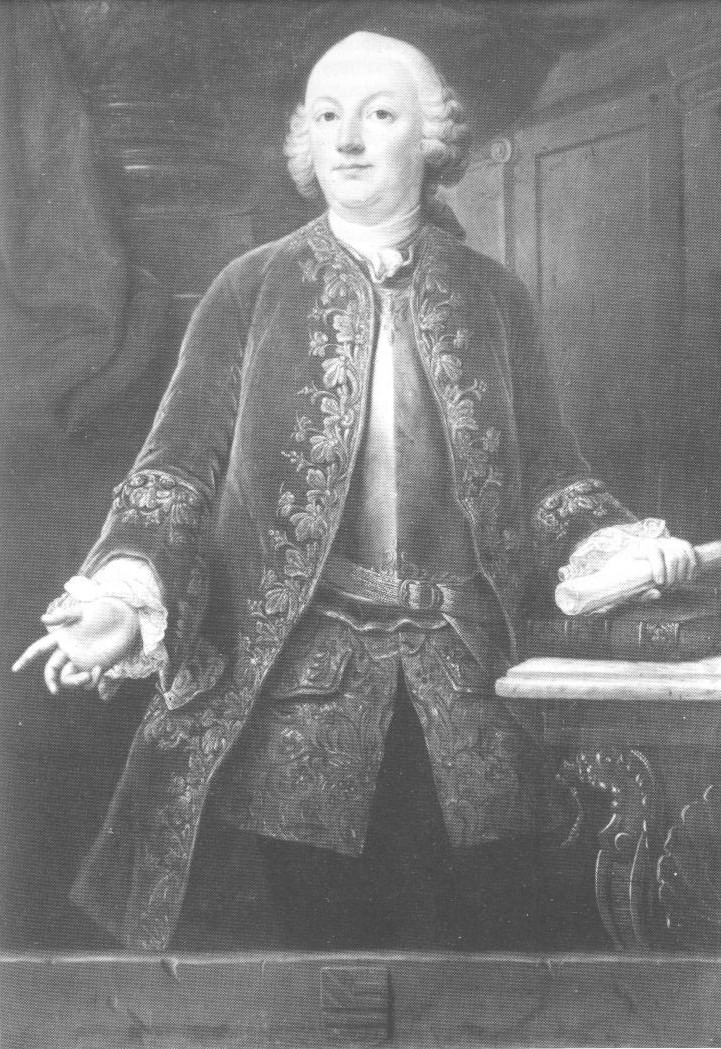
Onno Zwier van Haren (1752)

Onno Zwier van Haren (* 2. April 1713 in Leeuwarden; † 2. September 1779 in Wolvega, Gemeinde Weststellingwerf, Friesland) war ein niederländischer Staatsmann und Dichter, dem Geschlecht der Van Haren entstammend.

## Leben
Onno Zwier van Haren, Bruder des Willem van Haren, war wie jener ein Anhänger des Prinzen von Oranien und agierte als hoher Staatsbeamter im Rahmen der wechselnden politischen Bedingungen.
Nach dem Tod Annas, der Witwe Wilhelms IV., zog er sich auf seine Güter zurück, wo er sich der Poesie widmete und 2. September 1779 starb.
Sein vorzüglichstes Gedicht ist das Epos  De Geusen (Amsterdam 1772), welches den niederländischen Freiheitskampf feiert und zuerst unter dem Titel:  Aan het Vaterland erschien (neue Ausgabe, von Willem Bilderdijk und Rhijnvis Feith besorgt, das. 1785, 2 Bde., mit vielen Umgestaltungen des Textes).
Van Haren schrieb auch lyrische Gedichte, zwei Trauerspiele:  Agon, Sulthan van Bantam und  Willem de Erste, und ein Lustspiel: Pletje en Agnletje.
Seine gesammelten Werke sind mit denen seines Bruders und beider Biographie neu veröffentlicht worden von Johannes van Vloten (Deventer 1874).